# Digikala
Tập đoàn Digikala (tiếng Ba Tư: دیجی‌کالا) là một công ty của Iran, quản lý trang Web Digikala.com, một website đấu giá trực tuyến, nơi mà mọi người khắp nơi  thể mua hoặc bán hàng hóa và dịch vụ.